# Czarna Białostocka Fabryka
Czarna Białostocka Fabryka – towarowa stacja kolejowa w Czarnej Białostockiej, w województwie podlaskim, w Polsce.